# Historia del uniforme del Central Uruguay Railway Cricket Club

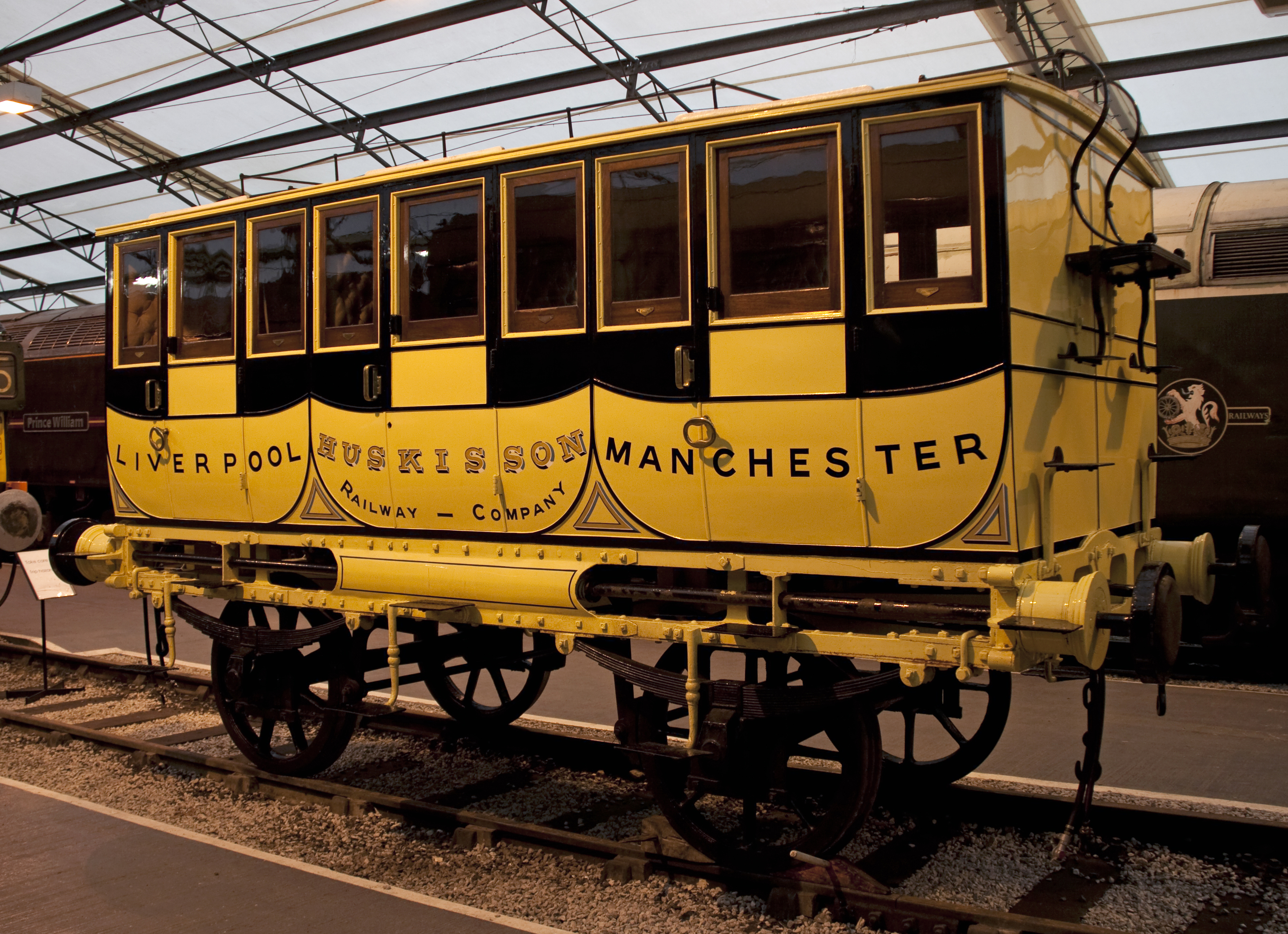
El club tuvo desde sus inicios con los colores amarillonaranja y negro, inspirados de la locomotora "Rocket" de George Stephenson, en la imagen coche de formación.

El uniforme del Central Uruguay Railway Cricket Club es el utilizado durante sus años de actividad por el CURCC. Desde que el club se estableció, sus colores fueron amarillonaranja y negro, inspirados en la locomotora "Rocket". A lo largo del período 1891-1915, los uniformes del CURCC siempre mantuvieron los mismos colores, aunque el diseño cambió con el paso de los años.
De la locomotora Rocket tomó el CURCC sus colores para su camiseta y su bandera. Su primer bandera, se compuso de cuatro franjas negras y amarillonaranja, y en el ángulo superior izquierdo, las iniciales CURCC.

## Origen de los colores

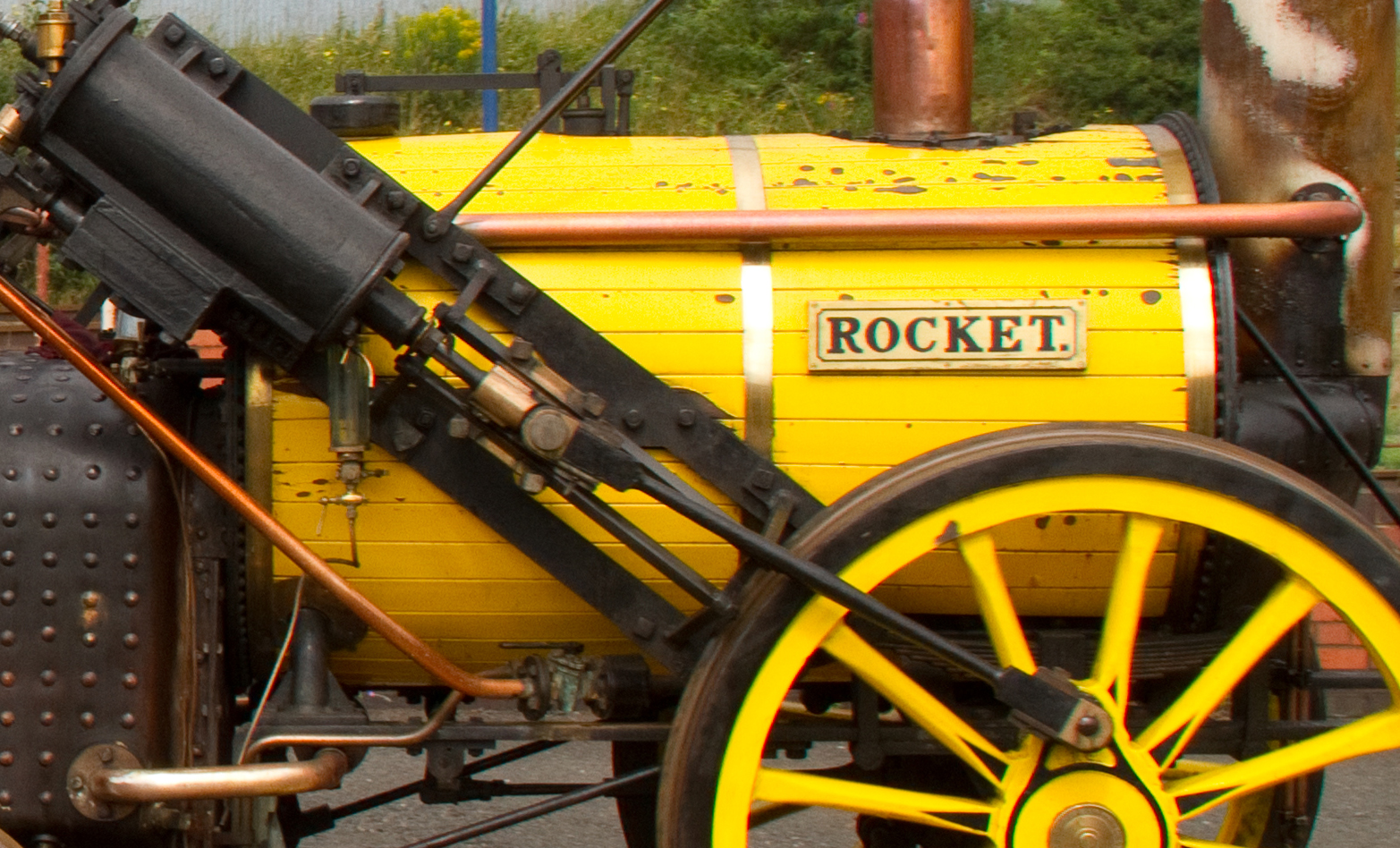
De la locomotora Rocket provienen las tonalidades que inspiraron la simbología del CURCC.

A mediados del siglo XIX, en 1829, se realizó en Londres una exposición en honor a Su Majestad la reina Victoria, en donde se presentó una competencia entre locomotoras en afán de encontrar la locomotora digna de realizar el trayecto Manchester-Liverpool. Compitieron tres locomotoras: La "Rocket" de George y Robert Stephenson que llevaba los colores Oro y negro por el carbón que se utilizaba de combustible; la "Sans Pareil" de Timothy Hackworth y la "Novelty" del sueco Ericsson pintada entonces de azul y oro en honor a la bandera de su patria. La ganadora fue la "Rocket" porque sus rivales no consiguieron terminar la prueba por avería en las máquinas. De esta manera la "Rocket" pasa a la historia por ganar las pruebas de Rainhill. Fue la primera locomotora moderna de vapor que introdujo varias innovaciones que luego fueron empleadas en casi todas las locomotoras construidas desde entonces. Stephenson no solo se ganó el respeto de muchos sino que además tuvo el orgullo de que su creación se expandiera globalmente.

amarillonaranja es el color o los colores que se perciben como intermedios entre el amarillo y el naranja, sin que uno de estos últimos predomine sobre el otro, dentro de estas tonalidades está el color oro también denominado áurico. 

## La influencia del CURCC

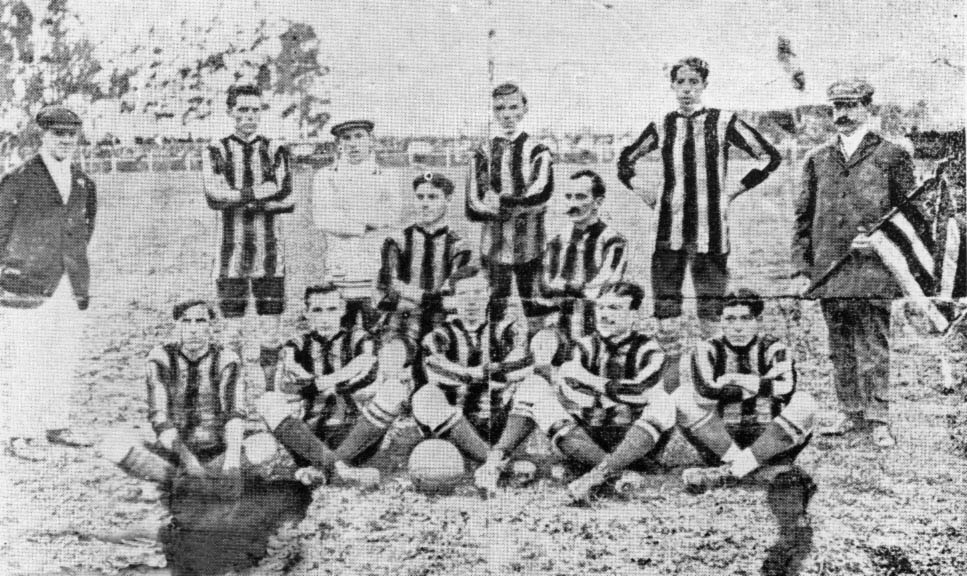
Equipo del CURCC de 1911, que ganó su último campeonato con el uniforme utilizado hasta finales de 1913 adoptado por el Club Almirante Brown de Argentina en 1912.

El club generó influencia en la elección de otros clubes vecinos, por ejemplo, el Club Almirante Brown de Argentina. La elección de sus colores en 1912 fue mediante 
una acción fortuita, ya que al no disponer el pueblo de San Justo un comercio que contara con un juego completo de camisetas, se le encomendó la compra a uno de sus directivos fundadores Enrique Premoli, que trabajaba en la ciudad de Buenos Aires. 
Pese a habérsele recomendado algunos diseños, solo una casa poseía a la venta un juego completo de camisetas, siendo casi con seguridad la tienda Gath & Chaves nombrada como "gatichaves". Las prendas de siete franjas anchas en su frente amarillonaranja y negras eran las del Central Uruguay Railway Cricket Club de Montevideo, adoptando el equipo argentino sus tonalidades. El diseño del uniforme también fue implementado de manera evidente en el escudo oficial de la institución Porteña con cuatro franjas amarillas y tres negras que se mantuvo hasta la actualidad.

El origen de los colores de Almirante Brown: Proviene del Central Uruguay Railway Cricket Club (CURCC), que tomó los colores del uniforme de la locomotora inglesa “Rocket”. El primer juego completo de camisetas fue comprado por unos de sus fundadores, Enrique Premoli, en la Ciudad de Buenos Aires. En ese momento, la disponibilidad de las prendas del CURCC obedecía a que la mayoría de los productos textiles se enviaban desde Buenos Aires a Montevideo, dado que las importadoras uruguayas de ese rubro tenían sus sedes en la Capital Federal.
Extracto, periódico el 1 digital, Universidad Nacional de La Matanza, Argentina.

## Uniforme titular
|  |

## Historia y evolución
La primera camiseta titular utilizada por el Central Uruguay Railway Cricket Club (CURCC) en 1891, consistió en una dividida en cuatro secciones cuadradas que alternaban entre amarillonaranja y negro.
A partir de 1896 se utilizó, y por más tiempo, una camiseta que consistía en dos mitades verticales —negro a la derecha y a rayas amarillas oscuras y negras a la izquierda, o viceversa en algunos años—, pantalón negro y medias de igual color. En algunas ocasiones usó pantalón blanco.
Hasta 1915, su uniforme sufrió algunas modificaciones. El diseño más característico del club fue la camiseta mitad negra y mitad rayada.

### Evolución del uniforme
| 1891 | 1892 | 1892-1896 | 1896-1899 | 1899 | 1900-1902 | 1903 | 1904-1910 | 1911-1913 | 1914-1915 |

### Galería de imágenes

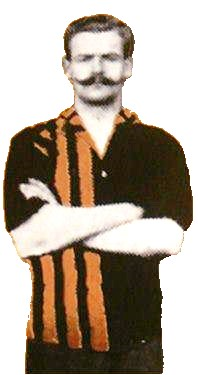
Camiseta CURCC (año 1899)
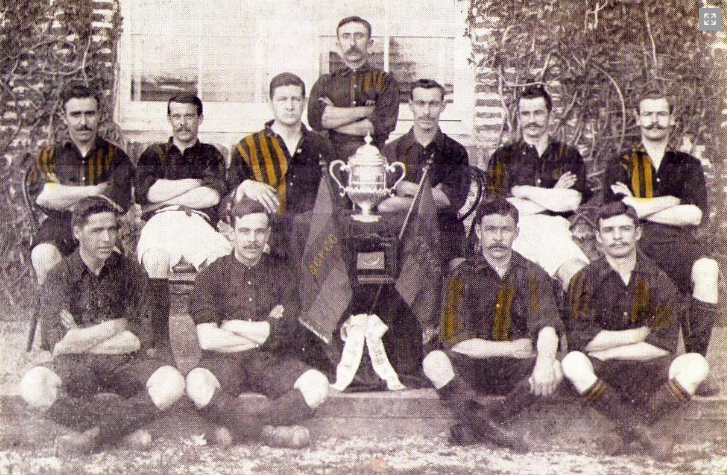
Uniforme CURCC (año 1900)

### Uniforme alternativo
En lo que respecta al uniforme alternativo, se cree que el primer uniforme utilizado fue una camiseta a cuadros en 1891, similar al uniforme titular utilizado dos años más tarde, a cuadros negros y amarillo oscuro.